# Haribo

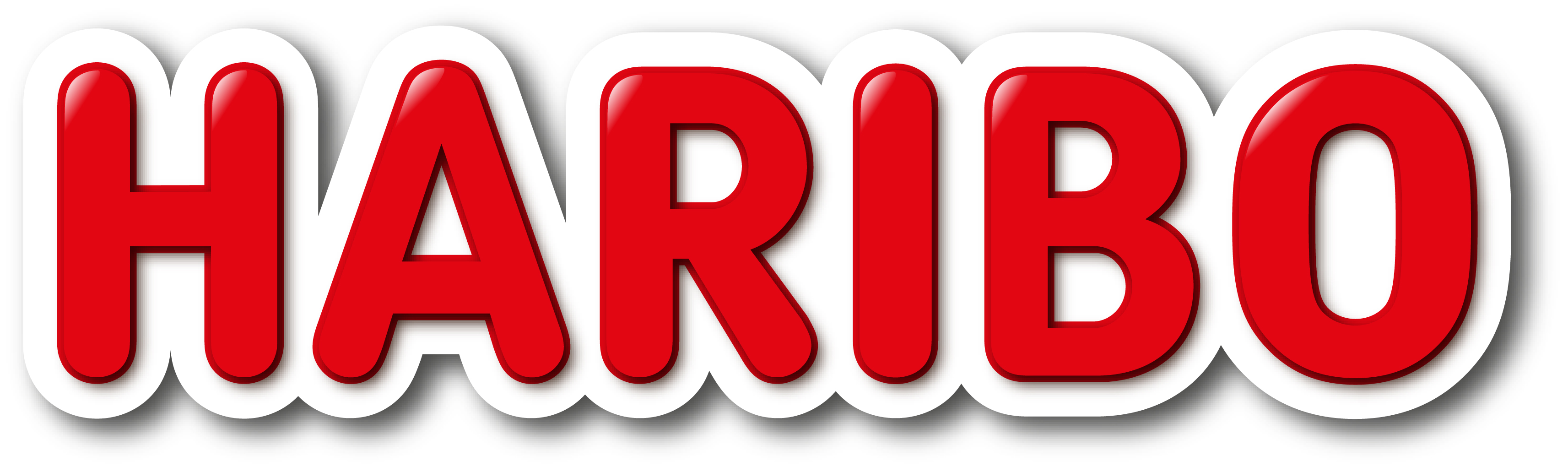
Logo

Haribo is een Duitse snoepproducent, opgericht in 1920 in Bonn door Hans Riegel. Haribo is een acroniem voor Hans Riegel, Bonn. Het Nederlandse kantoor is gevestigd in Breda, het Belgische in Kontich.
De oprichter overleed in maart 1945, waarna zijn weduwe het bedrijf leidde totdat hun zoons, Paul en Hans junior, uit krijgsgevangenschap terugkeerden (1946). De zoons breidden het bedrijf in de daaropvolgende jaren enorm uit en tegenwoordig vinden producten van het bedrijf hun weg naar winkels in meer dan honderd landen.
In 1922 bedacht Riegel sr. de gummibeertjes: gelatinesnoepjes in de vorm van een beertje. Dit is nog steeds het bekendste product van Haribo.
In Duitsland was de bekende televisiepresentator Thomas Gottschalk van 1991 tot 2015 verbonden aan de Hariboreclame.

## Afbeeldingen

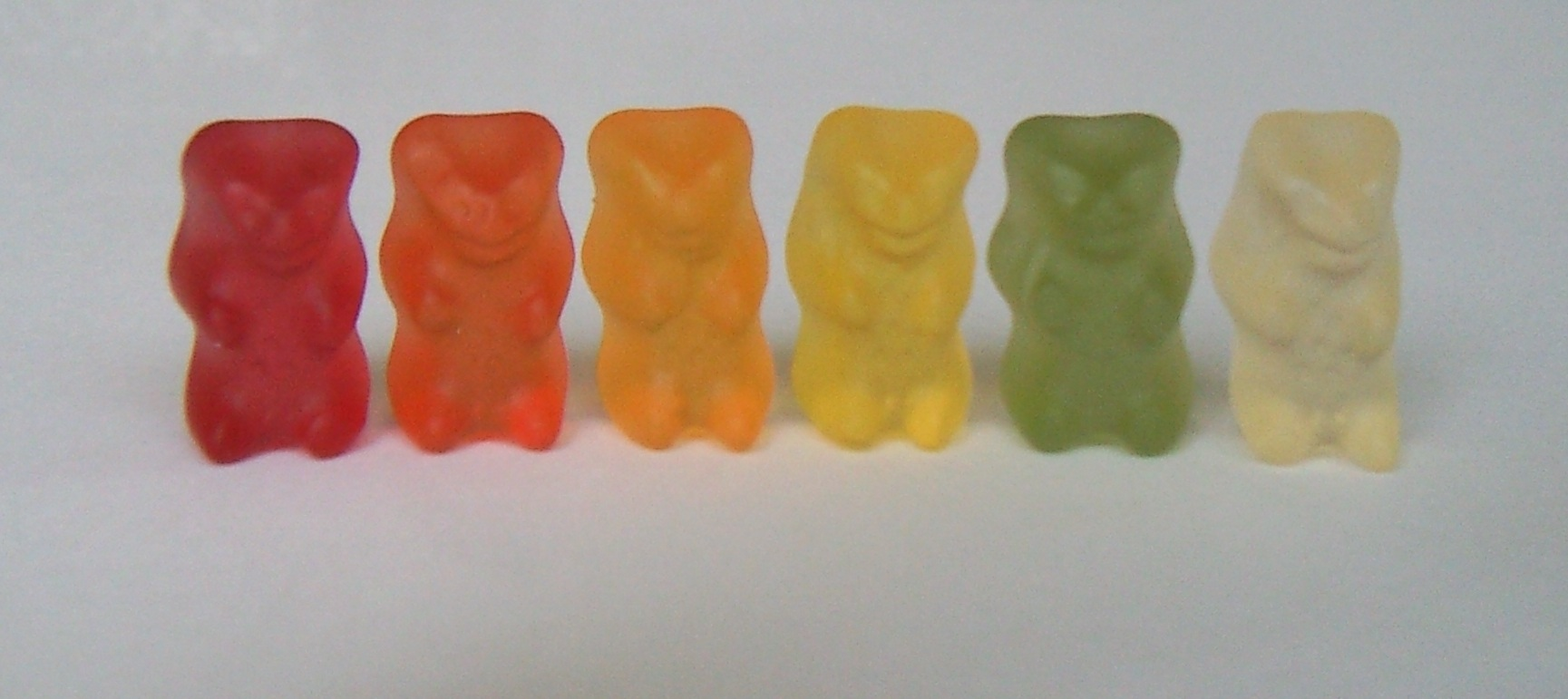
Zes gummibeertjes
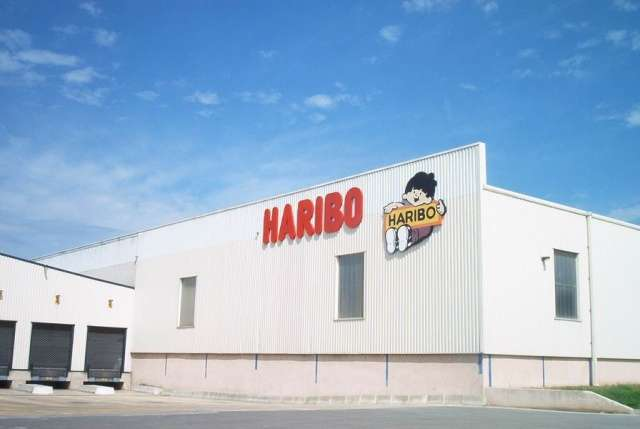
Haribofabriek in Uzès, Frankrijk
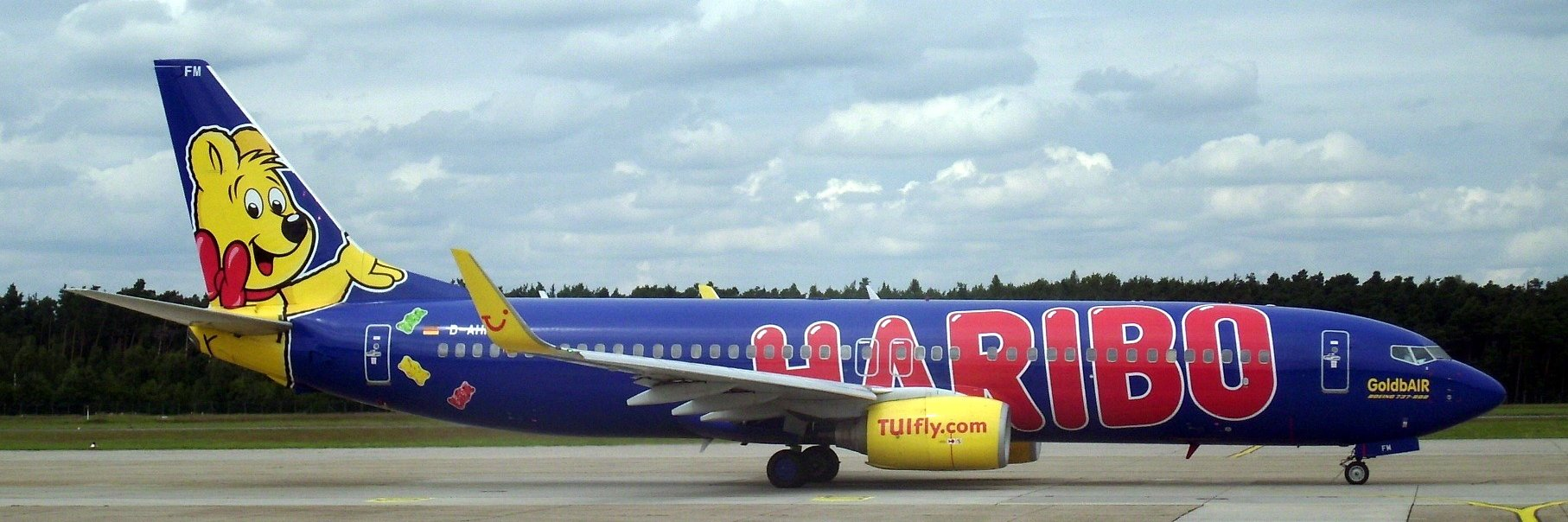
Vliegtuig van TUIfly met Hariboreclame
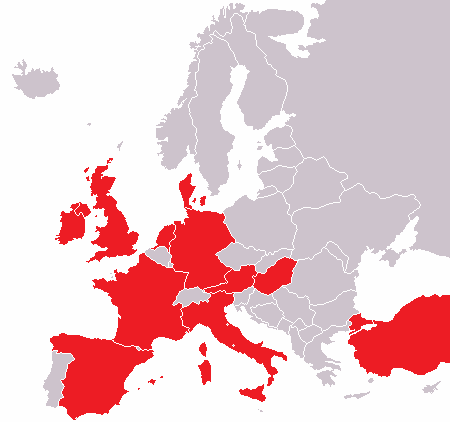
Europese landen met een Haribofabriek